# Elżbieta Szydłowska
Elżbieta Szydłowska, épouse Grabowska, née en 1748 et morte le 1er juin 1810, est une aristocrate polonaise de la famille Szydłowski, particulièrement connue pour avoir été la maîtresse officielle du dernier roi de Pologne, Stanislas II Auguste, et peut-être son épouse morganatique.

## Biographie
Elżbieta (Elisabeth) est la fille de Teodor Kajetan Szydłowski (pl), voïvode de Płock, et de Teresa Witkowska. 
En 1768, elle épouse Jan Jerzy Grabowski (en), un noble du grand-duché de Lituanie, lieutenant général des armées. 
Veuve en 1789, elle devient la maîtresse en titre du roi Stanislas Auguste Poniatowski (1732-1798), et peut-être même son épouse morganatique. Cependant, Wirydianna Fiszerowa (en), une contemporaine qui les fréquentait, rapporte que les bruits concernant ce mariage n'ont commencé à circuler qu'après la mort de Stanislas et ont été répandus par Elisabeth elle-même. 
Quoi qu'il en soit, sa supposée influence sur le roi a été perçue comme négative et l'a rendue impopulaire : en particulier, elle était considérée comme responsable du ralliement du roi à la Confédération de Targowica, formée par les opposants à la Constitution du 3 mai 1791. 
En 1795, après le Troisième partage de la Pologne, Stanislas II abdique et se retire à Grodno jusqu'à ce que Paul Ier l'invite à Saint-Pétersbourg. Elisabeth l'accompagne avec deux fils, Michel et Stanislas (pl). Elle reste auprès du roi jusqu'à la mort de celui-ci et rentre ensuite à Varsovie, ville prussienne jusqu'à la formation du duché de Varsovie en 1807. 
Elle y joue un rôle de mécène jusqu'à son décès en 1810.

## Mariage et descendance
Pendant son mariage avec Jan Jerzy Grabowski, Elisabeth a eu 6 enfants:
- Casimir (1770 -?)
- Michel (1773-1812) : général de la Grande Armée puis de l'armée du duché de Varsovie, mort pendant la campagne de Russie
- Constance
- Isabelle (pl) (1776-1858)
- Stanislas (pl) (1780-1845) : ministre de l'Instruction publique du royaume de Pologne de 1820 à 1832

Certains d'entre eux, notamment Stanislas et Michel, passent pour être les enfants de Stanislas II.

## Sources
- (en) Cet article est partiellement ou en totalité issu de l’article de Wikipédia en anglais intitulé « Elżbieta Szydłowska » (voir la liste des auteurs).